# Pianque
Pianque (em egípcio: Piankh) foi antecessor e sogro de Herior, embora se acreditasse, no passado, que o contrário fosse verdadeiro. Seja como for, a esposa de Pianque foi Hrere, filha de Herior, enquanto o filho dele foi Pinedjem I. Pianque liderou um exército contra Pinehesy, vice-rei do Cuxe, que havia conquistado grandes partes do Alto Egito e foi bem sucedido em fazê-lo recuar em direção a Núbia .
Pianque acumulou muitas posições oficiais incluindo o Alto Sacerdócio de Amon . Ele foi sucedido tanto por Herihor como também por Pinedjem I, seu filho.